# 마이클 오언
마이클 제임스 오언(영어: Michael James Owen, 1979년 12월 14일~)은 잉글랜드의 은퇴한 축구 선수로 포지션은 공격수이다. 현역 시절 대부분의 선수 경력을 리버풀 FC에서 보냈다.
전 축구 선수 테리 오언의 아들인 마이클 오언은 체스터 출신으로, 1996년에 리버풀 소속으로 성인 무대 신고식을 치렀다. 그는 리버풀 유소년부를 거쳐 1997년 5월에 처음으로 출전한 경기에서 득점을 기록했다. 프리미어리그의 온전한 첫 해에 그는 18골로 구단 내 공동 최다 득점자였다. 그는 이듬해에도 같은 업적을 반복해 1997년과 2004년 사이에 리버풀의 최다 득점자로 명성을 떨쳤고, 반복되는 오금 부상에도 불구하고 검증된 골잡이임을 증명했다. 2000-01 시즌, 리버풀은 UEFA컵, FA컵, 그리고 풋볼 리그컵을 한꺼번에 석권해 컵 3관왕을 달성했고, 오언은 이 공로로 그 해 발롱도르 수상자가 되었다. 그는 리버풀 소속으로 프리미어리그 경기에 216번 출전해 118골을 기록했고, 모든 대회를 통틀어 297 경기에서 158골을 집어넣었다. 리버풀 역사상 최고의 선수들 중 한 명으로 손꼽히는 오언은 리버풀 지지자들의 투표로 선정된 "콥을 들썩이게 한 100명의 선수들" 목록에 14번째에 이름을 올렸다. 2004년, 펠레는 오언을 살아있는 세계 최고의 축구 선수 목록인 FIFA 100에 등재했다.
2004년 여름, 오언은 £8M에 레알 마드리드로 둥지를 옮겼다. 그는 마드리드에서 후보 선수로 주로 기용되었다. 그는 라 리가에서 13골을 기록하고 이듬해에 잉글랜드 무대로 돌아가 £16M의 가격으로 뉴캐슬 유나이티드에 입단했다. 2005-06 시즌을 믿음직하게 시작한 오언은 이어지는 18달의 기간에 걸쳐 잦은 부상으로 출장 기회를 잡지 못했다. 복귀 후, 그는 주장 완장을 받아 2007-08 시즌에 선수단 득점 1위를 기록했다. 뉴캐슬 유나이티드가 2008-09 시즌 후 강등되면서, 오언은 맨체스터 유나이티드로 자유 이적했다. 그는 올드 트래퍼드에서 3년을 보내고 2012년 9월에 스토크 시티로 이적했다. 오언은 프리미어리그에서 도합 150골 이상 득점한 8명의 선수들 중 한 명이다. 그는 프리미어리그 역사상 최연소 100골 득점을 기록한 선수이기도 하다. 2013년 3월 19일, 오언은 2012-13 시즌 후 은퇴할 것임을 밝혔다.
국가대항전에서, 오언은 1998년에 잉글랜드 성인 국가대표팀 첫 경기를 치렀고, 잉글랜드의 역대 최연소 출전 선수이자 최연소 득점 선수로 이름을 올렸다. 그는 1998년 FIFA 월드컵에서의 활약으로 국내외 특급 유망주로 떠올랐고, UEFA 유로 2000, 2002년 FIFA 월드컵, 그리고 UEFA 유로 2004에서도 득점을 기록했다. 그는 잉글랜드 국가대표팀 일원으로 4번의 주요 대회에서 득점을 기록한 유일한 선수이다. 그는 2006년 FIFA 월드컵에도 출전했지만, 부상을 당해 재활에만 1년이 걸렸다. 간간히 주장 완장을 차기도 한 그는 잉글랜드 최다 출전 11위를 기록했고 국내 최다인 공식 대회 26골을 기록했는데, 이는 웨인 루니가 경신했고, 국가대표팀 출전 경기를 모두 합산해 89경기에서 40골을 득점했고, 마지막 국가대표팀 경기는 2008년에 치렀다.

## 유년 시절
오언은 체셔주 체스터 출신으로, 테리 오언과 자네트의 넷째 아이로 태어났다. 그의 부친은 전 축구 선수로, 체스터 시티와 에버턴에서 활약했었다. 오언은 7세가 되었을 때 축구를 시작했고, 마이클의 가능성을 알아본 부친은 그를 가문 내 가장 유망한 선수로 여기기 시작했다. 유년 시절 에버턴을 응원했던 오언은 10세가 될 때까지 북웨일스 플린트셔 하워든의 렉터 드루 초등학교를 다녔고, 국내 최고의 스카우터들이 그를 성장을 주시했다.
여덟에 오언은 디사이드 지역 초등학교 U-11 부서의 일원으로 뽑혔다. 9세였을 때에는 주장을 맡았고, 열에는 한 해에 97골을 기록해 이언 러시가 20년 동안 가지고 있던 같은 선수단의 최다 득점 기록을 깼으며, 이언 러시의 기존 기록을 무려 25골차로 제쳤다. 오언은 게리 스피드의 최다 출장 기록을 깼는데, 11세 이하 대회에 8살 때부터 3년에 걸쳐 전 경기를 출전했다. 오언은 몰드 알렉산드라 유소년부에 소집되어, 8세때 하워드 로버츠 인근 체육 교사가 지도하는 U-10 부 소속이었고, 로버츠 선생은 나이가 차지 않은 그를 리그에 참가할 수 있게 허락했다. 오언은 몰드 알렉산드라 첫 출전 경기에서 골을 넣었는데, 상대는 인근의 숙적 배길트로 이 경기에서 2-0으로 이겼다. 그는 몰드 알렉산드라 1년차에 24경기 출전해 34골을 기록하기에 이르었다. 디사이드를 떠난 오언은 북웨일스 하워든 고등학교에 입학해 여기에서도 학교 대표로 출전했다.

## 클럽 경력

### 리버풀

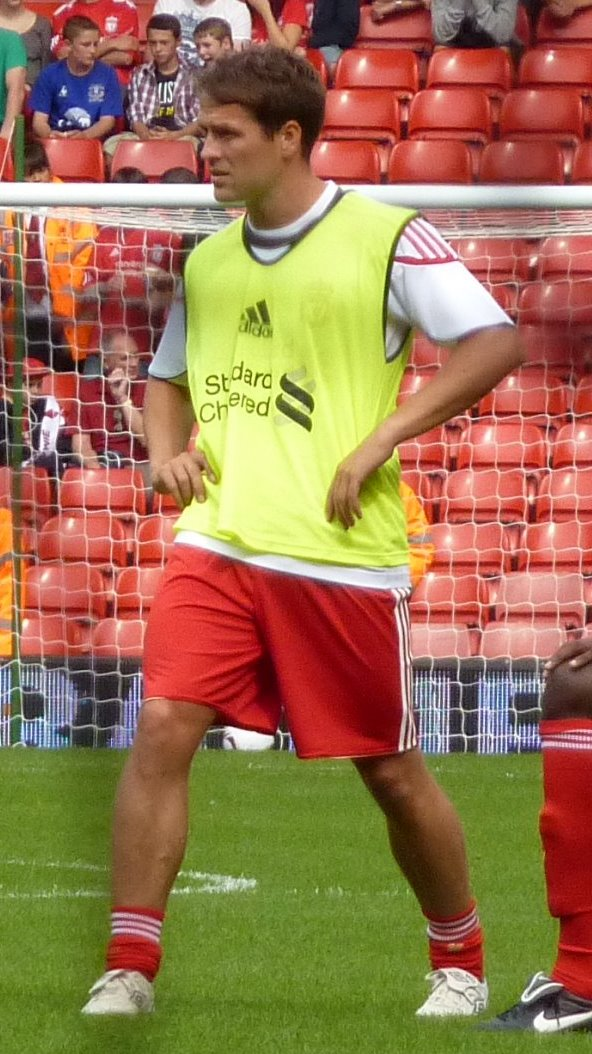
2010년, 제이미 캐러거 헌정 경기를 앞두고 몸을 푸는 리버풀 유니폼의 오언

오언은 열둘에 중등 학교에 진학하면서 구단과 학생 계약을 맺을 수 있게 되었다. 디사이드에서 활약하던 그를 처음으로 발굴한 구단은 리버풀이었다. 브라이언 키드도 맨체스터 유나이티드에서 찾아갔고, 첼시와 아스널도 이 선수에 관심을 표했다. 그러나, 오언에 사적으로 편지를 쓴 사람은 리버풀 유소년부를 총괄하는 스티브 헤이웨이였다. 테리 오언은 "[헤이웨이가] 설득력 있는 편지를 써서 보냈는데, 마이클은 편지를 처음으로 보자마자 호감을 표했고, 첫 날부터 깊은 인상에 빠졌었습니다"라고 당시를 회고했다. 오언은 이후 리버풀 유소년 계약서에 서명했다. 구단은 이후 오언이 14살이 되자 FA 지정 슈롭서의 릴스홀 고등학교에 진학하도록 설득했다. 오언은 U-15 연령대부터 잉글랜드 국가대표로 활약하기 시작했고, 잉글랜드 U-15 연령대와 U-16 연령대 국가대표 20경기에 출전해 28골로 득점 기록을 여럿 깼다. 오언은 빠르게 득점 수치를 올려 안필드 유소년부에서도 상위 연령대에 고속으로 올라갔다. 같은 시기에, 오언은 학업도 병행해 10과목에서 GCSE 인증을 받았다. 학업에서도 성취했지만, 오언은 향후에 리버풀에서 프로 축구 선수로 활약하기를 강력히 희망했다.
1995-96 시즌, 아직 릴스홀 고등학교 학생 신분이었던 오언은 리버풀 유소년부에서 활약했다. 그의 소속 연령대 선수들은 18세가 대부분이었지만, 오언은 불과 16세였다. 그는 FA 유스컵에서 전 시즌 우승을 거둔 맨체스터 유나이티드와의 8강전에서 해트트릭을 기록했는데, 이 과정에서 연장전에 결승골을 넣었다. 오언은 이어지는 크리스털 팰리스와의 4강 1차전에서도 한 번 더 해트트릭을 완성해 4-2 승리를 견인했다. 리버풀은 2차전에서 50분이 지난 와중에 0-3으로 끌려갔지만, 오언이 경기를 지배해 2골을 넣었고, 선수단은 경기를 7-5 승리로 끝냈다. 리버풀의 결승전 상대는 크리스털 팰리스였는데, 결승전도 1, 2차전으로 진행했다. 웨스트햄은 당시 24경기를 연속으로 지지 않았고, 선수단 내에는 향후 잉글랜드 국가대표로 활약할 리오 퍼디난드와 프랭크 램퍼드가 있었다. 오언은 오스트리아에서 열린 유럽 청소년 대회를 치르기 위해 잉글랜드 U-16 국가대표팀에 차출되었기에, 업턴 파크에서 열린 1차전에는 결장했다. 그는 2차전에 돌아와 리버풀이 선제골을 헌납한 와중에 5번째로 출전한 컵 경기에서 11호골을 기록해 2-1 승리에 일조했다. 리버풀은 사상 최초로 FA 유스컵 우승을 거두었고, 오언은 이 시즌의 FA컵을 통해 거물로 떠오르기 시작했다.

#### 1996년부터 2000년까지
오언은 17번째 생일 선물로 첫 리버풀 프로 계약서를 선물받아 계약했다. 그는 로이 에반스 감독의 1군에 자리를 잡았는데, 스티브 헤이웨이거 "[오언은] 무엇이 닥치더라도 준비됐습니다. 무엇도 마이클 오언을 놀래킬 수 없습니다. 그는 준비됐습니다. 감독님께서 저의 추천서를 받고 싶으시다면, 마이클이 이미 가지고 있습니다."라고 주장한 데에 있었다. 오언도 자신의 목표가 "이어지는 몇 년 안에 1군 지위를 확보하는 것입니다"라고 밝혔다. 1997년 여름을 앞두고 리버풀에 합류할 예정으로, 오언에 대해 듣지 못했던 칼-하인츠 리들레는 "그가 활약하는 모습을 보고 17세라는 것을 안다면 믿을 수 없는 일입니다"라고 평했다. "그는 매우 좋은 선수로, 자기 연령대 치고 매우 빠르며, 시야가 넓고, 주위를 잘 살핍니다. 그는 이미 위대한 선수로, 몇 년 후면 매우 훌륭한 선수로 거듭날 것입니다"라고 덧붙였다. 오언은 1997년 1월에 "국내 동연령대 최고의 공격수"라는 평가를 받았다. 잉글랜드 U-18 정상에 오른 테드 포웰 감독도 오언이 폴 스콜스, 데이비드 베컴, 그리고 로비 파울러와 더불어 그의 세대 최고의 선수라고 평가했다.
1997년 5월 6일, 오언은 셀허스트 파크에서 열린 윔블던과의 리버풀 데뷔전에서 득점을 기록했다. 리버풀은 맨체스터 유나이티드와 우승 경쟁을 이어나갔지만, 두 경기를 남겨놓고 윔블던과의 경기에서 승리를 놓치면서 우승을 맨체스터 유나이티드에게 헌납했다. 리버풀 에코지는 "[오직] 마이클 오언[만]이 헌신해 안필드의 유서깊은 전통에 모욕이 되는 활약을 펼친 선수단에 한 방을 보여줄 수 있었다"라고 기고했다. 후반기에 후보 선수로 출전하던 오언은 "붉은 군단의 물거품이 된 우승 경쟁에 새 희망으로 불어넣었다."라고 말했고, "[리버풀의] 올 밤 최고의 시기를 시작했다."라고 덧붙였지만, 결국 한 번도 승리를 추가하지 못했다. 리버풀 에코지는 "대단함으로 점철된 데뷔전"이었다고 평했다.
오언은 1997-98 시즌에 부상당한 로비 파울러를 대신해 리버풀의 주전 공격수가 되었다. 그는 프리미어리그 골든슈와 PFA 올해의 신인 선수상을 받았다. 오언은 데니스 베르흐캄프와 토니 애덤스에 이어 PFA 올해의 선수 3위로도 꼽혔다. 오언은 이 시즌에 여러 개인적인 이정표를 세우고 리버풀이 리그 우승 경쟁을 계속할 수 있도록 힘을 보탰지만, 선수단이 2월에 부진에 빠지면서 우승 경쟁에서 밀려나게 되었다. 리버풀 에코지는, "[오언은] 리버풀의 가장 우수한 활약을 펼친 선수로, 그 자체로, 그들의 구세주가 되었다"라고 평했다. 오언은 시즌 도중에 리버풀과 £2.5M에 5년 계약을 맺었다. 그는 계약에 따라 £10,000의 주급을 받게 되면서 영국 축구 역사상 가장 많은 급여를 받는 십대 선수로 기록되었다. 오언은 지네딘 지단에 이어 ESM 올해의 선수 2위에 올랐고, FIFA 올해의 선수와 발롱도르 국제 시상식에서도 나란히 각각 4위에 올랐다.
오언은 리즈 유나이티드와의 4월 12일자 경기에 오금 부상이 재발해 시즌을 본래보다 일찍 마감했지만, 1998-99 시즌에도 프리미어리그 골든슈의 주인이 되었다. 그는 돌파력을 주특기로 사용하는 것으로 인정받았고, 리버풀의 경기 전술은 찔러주는 패스나 길게 차낸 공으로 그에게 공을 배급하는 방식으로 변경되었다. 오언은 지속적으로 정적인 상태에서 순식간에 전속력으로 질주하는 모습을 자주 보였다. ESPN은 "그런 방식은 [오언의] 오금이 버티기에는 힘들 것[으로 증명될 것]이다"라고 평했다. 리버풀은 오언의 환상적인 활약에도 불구하고 이 시즌에도 리그 우승을 쟁취하는데 실패했다. 구단은 제라르 울리에를 신임 감독으로 내정해 스파이스 보이스의 시대와 작별하게 되었다. 오언은 1998-99 시즌에 니콜라 아넬카에 이어 PFA 올해의 신인 선수 2위를 차지했다.
오언은 1999-2000 시즌 도중 쓰러진 뒤 거의 5개월 만에 현장에 복귀했다. 그는 이 시즌에 들어 간헐적으로 활약했고, 결국 케빈 필립스에게 골든 슈를 내주게 되었다. 그는 부상이 재발하면서, 1월까지 불과 6번의 경기에서 90분을 소화하는 부진한 활약을 펼쳤고, 10월 중순까지 90분을 소화한 경기는 셋밖에 없었다. 오언은 1월 미들즈브러와의 경기에서 또다시 오금 부상을 당했다. 그는 1달을 훨씬 넘어서야 다시 경기를 뛸 수 있게 되었고, 나중에는 독일의 한스-빌헬름 뮐러-볼파르트 박사를 만나 치료받기에 이르었다. 지속적인 오금 문제는 리버풀이 오언을 시즌 전체 기간의 3분에 1을 출전하지 못하게 막았고, 골결정력 부족으로 발목이 잡히면서 UEFA 챔피언스리그 진출권을 날려버리기까지 했다.

#### 2000년부터 2004년까지
오언은 2000-01 시즌에 리버풀의 컵 3관왕을 견인했다. 리버풀은 리그 컵, FA컵, 그리고 UEFA컵을 우승해 6년 동안 이어져 오던 트로피 가뭄을 끝냈다. 오언은 그 시즌에 펼친 활약과 공로에 힘입어 2001년의 발롱도르 수상자로 선정되었다. 그는 1979년에 함부르크의 케빈 키건 이래 발롱도르를 받은 최초의 잉글랜드인이 되었다. 오언은 2001 FA컵 결승전에서 막판에 리버풀의 2골을 기록해 소속 구단을 아스널전 패배로부터 구제했다.
오언과 리버풀 선수단은 2001-02 시즌에 리그 우승 경쟁에 뛰어들었다. 선수단은 오언을 주축 선수로 해 경쟁을 이어나갔지만, 시즌을 아스널에 밀려 리그 준우승으로 마무리했다. 2001년 12월 29일, 오언은 같은 시즌에 웨스트햄 유나이티드를 상대로 리버풀 개인 100호골을 기록했다. 2001년, 같은 시즌 초, 오언은 리버풀의 채리티 실드와 UEFA 슈퍼컵 우승으로 이끌었다. 따라서, 리버풀은 단일 연도에 5개 대회 우승을 거둔 최초의 잉글랜드 구단이 되었다. 오언은 시즌 도중 계약을 갱신해 4년짜리 계약서에 서명하고 주급으로 £70,000을 받아 잉글랜드 프리미어리그에서 가장 급여를 많이 받는 선수가 되었다.
2002년 3월에도 플로렌티노 페레스 레알 마드리드 회장은 오언의 이적 동의를 얻기 위해 심혈을 기울였었다. 페레스는 "최고의 선수들은 반드시 레알 마드리드에서 활약해야 합니다"라며 오언을 차기 은하 군단의 일원으로 합류시킬 의사를 드러냈다. 제라르 울리에 리버풀 감독은 "마드리드는 호나우두를 영입할 수 있지만, 마이클 오언을 영입할 수 없습니다. 그정도 돈으로는 그의 왼발 값밖에 지불 못하지만, 그는 어디도 가지 않을 것입니다. 마이클은 계속해서 리버풀 선수일 것이며, 그는 저와 여기 남을 것입니다"라며 오언의 영입 관심에 어처구니 없다는 반응을 보였다.
오언은 2002-03 시즌에도 인상적인 활약을 계속해 나갔는데, 한 때 리버풀은 리그 선두에 올라 몇 달에 걸쳐 무패행진으로 질주했다. 그러나, 11월부터 이듬해 1월까지 형편 없는 성적표를 들고 오면서, 선수단은 우승 경쟁에서 탈락했다. 심지어 최종전에서 첼시가 리버풀을 제치고 4위에 올라 UEFA 챔피언스리그행 막차를 탔다. 오언은 시즌 도중 PFA 올해의 선수상에 논란의 후보로 거론되었었다. 그는 계속해서 리버풀 소속으로 개인 기록을 세웠는데, 웨스트브로미치 앨비언과의 4월 26일자 경기에서 100번째 프리미어리그 골을 기록했다. 리그 컵에서 우승을 거두면서, 리버풀은 3시즌 연속으로 우승컵을 확보하게 되었다. 오언은 맨체스터 유나이티드와의 리그 컵 결승전에서 골을 기록해 리버풀의 우승을 견인했다.
리버풀이 차기 시즌 UEFA 챔피언스리그 진출이 좌절되면서 오언의 장기간 미래에 대한 의문이 제기되었다. 처음에 리버풀과 오언은 2003년 여름에 새 계약에 합의를 본 것으로 보도되었다. 그러나, 오언이 UEFA 유로 2004 전까지 재계약을 놓고 공개적으로 상의하는 것을 거절한 것으로 나중에 밝혀졌다. 레알 마드리드행 혹은 바르셀로나행 이적설이 계속해서 흘러나왔다. 오언은 "저는 UEFA 챔피언스리그에서 뛰고 싶은데 이는 [리버풀에서] 지금 할 수 없는 일입니다."처럼 말을 한 것으로 보도되었다. 오언은 "몇 마디는 제가 입 밖으로 내지 않은 말인데, 나머지 단어를 짜깁기한 것에 불과합니다"라고 이 보도를 반박했다.
울리에는 오언의 잔류를 위해 리버풀 선수단을 재정비했다. 울리에 감독은 "우리는 우승하고 싶습니다. 이는 리버풀이 바라보는 지향점입니다 - 그리고 우리는 마이클이 선수단의 일원으로서 우승하기를 원합니다. 마이클은 진정 세계구급 선수입니다 그는 환상적인 시즌을 보냈고, 저는 그가 다음 시즌에 더 나은 활약을 벌일 것이라 생각합니다"라고 표의했다. 샘 앨러다이스 볼턴 원더러스 감독은 "마이클 오언의 득점을 막는다면 당신은 안필드에서 50% 더 좋은 성적을 거둘 것입니다"라며 오언의 강인함을 역설한 한편, 오언은 선수단으로부터 도움을 많이 받지 못해 좌절감을 느꼈다고 인정했다.
2003-04 시즌을 불안하게 시작한 후, 리버풀은 다시 우승 경쟁에 뛰어들었고, 오언이 선봉으로 섰다. 그러나, 오언은 10월 3일에 아스널과의 경기에서 발목 부상으로 쓰러졌고, 이후 "3달 간의 부상 악몽"에 시달렸다. 오언은 쑤시는 발목과 오금 부상을 달고 이어지는 몇 달을 간헐적으로 출전했는데, 같은 시기에 리버풀은 위기에 빠졌다. 3달에 걸쳐 9경기에서 침묵한 후, 오언은 몸 상태를 회복해 2월 11일 맨체스터 시티와의 경기에서 다시 득점포를 가동했다. 오언은 리버풀이 4위 경쟁에 다시 불을 지필 수 있게 도왔고, 이어지는 포츠머스와의 2월 15일 경기에서 리버풀에서의 150호골을 기록했으며, 또다시 부상으로 신음했지만, 리버풀은 리그 4위로 시즌을 마무리해 UEFA 챔피언스리그 진출의 최저 조건을 만족했다.
제라르 울리에가 리버풀 감독직에서 파면당하면서, 오언이 구단을 떠날 지에 대한 의문이 제기되었다. 2004-05 시즌 UEFA 챔피언스리그의 처음 몇 경기에서, 오언은 UEFA 챔피언스리그에서 대회 귀속가 되어 타 구단의 유럽대항전에서 출전하지 못하는 사태가 나는 것을 방지하려고 벤치에 앉아 관전만 했다. 1998년 이래, 오언은 구단을 떠나기 전까지 리버풀의 선수단 내 득점 1위를 도맡았었다. 2004년 8월 13일, 레알 마드리드는 마침내 그를 £8M에 영입했고, 마드리드는 오언의 이적료에 미드필더 안토니오 누녜스를 교환하기로 합의를 보았다.

### 레알 마드리드

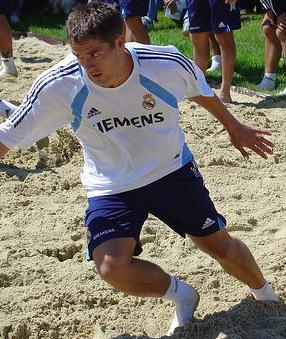
2005년, 레알 마드리드 훈련의 오언

오언 유치전에 성공한 레알 마드리드는 입단식에서 오언에게 등번호 11번이 붙은 유니폼을 주었다. 오언은 은하 군단을 소집하는 시기에 입단해 라울, 호나우두, 루이스 피구, 지네딘 지단, 그리고 잉글랜드 국가대표팀 동료인 데이비드 베컴과 한 배를 탔다.
오언은 마드리드에 적응하는데 시간이 걸렸다. 그는 주로 후보 선수로 대기해 몸관리에 소홀하다고 지지자들과 스페인 언론으로부터 비난을 받았다. 2004년 10월에 잉글랜드 국가대표팀에서 인상적인 활약을 펼치면서 분위기에 전환한 것처럼 보였지만, 마드리드 복귀 후에 치른 첫 경기인 디나모 키예프와의 UEFA 챔피언스리그 경기에서 마드리드 이적 후 첫 골이자, 경기의 1-0 결승골을 집어넣었다. 며칠 후, 1-0으로 이긴 발렌시아와의 경기에서도 처음으로 라 리가에서 골 맛을 보았다. 득점 행진이 계속되면서, 그는 이어지는 4번의 경기에서 3번 골망을 갈라 7번 연속의 경기에서 5골을 기록했다.
2005년 4월 10일, 오언은 바르셀로나를 상대로 산티아고 베르나베우 안방에서 치른 고전 더비 경기에서 레알 마드리드의 쐐기골을 집어넣어 경기를 4-2로 끝냈다.
오언은 라리가 2004-05 시즌을 13골로 마무리해 선수단 내 최고의 출전 시간 당 득점 비율을 기록했다. 마드리드가 호비뉴와 줄리우 바프티스타 두 명의 이름 있는 공격수를 2005년 여름에 영입하면서, 오언이 프리미어리그 무대로 복귀할 것이라는 추측이 흘러나왔다. 오언은 레알 마드리드 소속으로 45번의 경기에 출전해 16골을 기록했고, 이 중 26번의 경기에 선발로 출전했다.

### 뉴캐슬 유나이티드
2005년 8월 24일, 뉴캐슬 유나이티드는 선수 조언가들과의 세부 사항 협상을 남겨놓고 구단 최고 이적료 £16.8M에 오언을 영입했다. 리버풀과 인근 숙적인 에버턴도 영입전에 뛰어들었지만, 마드리드가 요청한 금액을 맞추는 데에는 주저했다. 2006년 FIFA 월드컵이 1년도 남지 않은 와중에, 오언은 더 많은 출전 시간을 보장받아 잉글랜드 국가대표팀의 주전 공격수로의 지위를 확보할 의사를 드러냈고, £12M의 인수 조항이 계약서에 삽입되었다는 소문이 확산되는 와중에 뉴캐슬로 이적했다. 2005년 8월 31일, 언론은 그가 리버풀로 복귀하기를 원한다는 추측을 했지만, 오언은 4년짜리 계약서에 서명해 뉴캐슬 이적을 확정지었다. 약 20,000명의 지지자들이 뉴캐슬의 안방인 세인트 제임스 파크에 오언의 공식 뉴캐슬 입단식을 볼 목적으로 웅집했다. 입단 며칠 후, 그는 시즌 전 일정 도중에 허벅지 부상을 당해 2005-06 시즌 개막전에 출장하지 못했다. 그는 뉴캐슬에서의 2번째 경기인 블랙번 로버스와의 9월 18일 경기에서 2-0으로 앞서나가는 추가골을 넣어 처음으로 골을 신고했고, 경기는 적지에서의 3-0 승리로 끝났으며, 뉴캐슬은 시즌 첫 승리를 신고했다. 오언은 4-2로 이긴 웨스트햄 유나이티드와의 12월 17일 원정 경기에서 뉴캐슬 이적 후로 첫 해트트릭을 기록했다. 왼발, 오른발, 그리고 머리로 한 골씩 기록했기에 "완전한 해트트릭"이기도 했다.
2005년 12월 31일, 오언은 토트넘 홋스퍼와의 경기에서 중족골 골절 부상을 당했다. 그는 재활 기간을 단축하기 위해 뼈에 핀을 삽입하는 수술을 받았다. 그의 복귀 시점은 3월 말로 예상되었지만, 회복 절차가 순조롭게 진행되지 않아 3월 24일에 두 번째로 소규모 수술을 또 받았다. 오언은 이후 시즌 몇 주를 남겨놓고 뉴캐슬 경기에 뛸 수 있게 몸상태가 올라올 것이라 밝혔다. 4월 29일, 그는 버밍엄 시티와의 경기에서 62분까지 후보 선수로 대기하다 입장하면서 복귀전을 치렀다. 경기 후, 오언은 발 상태 회복에 "100% 만족스럽지 못하다"고 표의했다. 그는 개인적으로 X선 검사를 더 받아 뉴캐슬의 시즌 최종전에 결장하게 되었다.
스웨덴과의 2006년 FIFA 월드컵 조별 리그 경기 초반에 오른쪽 무릎의 전방 십자 인대 부상을 당한 오언은 2007년 4월까지 거의 1년 동안 정상적으로 찰 수 없었다. 오언의 FIFA 월드컵에서 당한 중상은 잉글랜드에서 "구단 대 국가대표팀" 간의 언쟁을 야기했고, 논쟁의 요지는 국제 축구 연맹(FIFA)과 잉글랜드 축구 협회(The FA)가 국가대표팀 경기 도중 선수가 부상을 당할 경우 얼마를 배상해야 하는가에 있었다. 오언이 FIFA 월드컵을 앞두고 반 시즌을 빠지고 나서 FIFA 월드컵 본선에서 당한 부상으로 다가오는 프리미어리그와 컵 대회에 장기간 결장할 것이라는 것을 알게 되자 뉴캐슬은 고뇌에 빠졌다. 당시 구단과 국가대표팀 간에 맺은 보험 계약을 통해 FIFA 측과 FA 측은 오언이 부상으로 빠지면서 주급에 해당하는 £110,000 중에 £50,000을 부담했고, 부상으로 빠진 기간 동안 두 단체가 오언에 지불한 금액은 £2M에 육박했다. 2006년 9월까지, 뉴캐슬은 FA에 또 소송을 제기해 보상금을 더 받을 것이라고 협박했고, 그 금액은 £20M에 해당했다. 오언의 부상에 대한 소송은 당시 진행 중이었던 압델마지드 울메르스가 국가대표팀 경기에서 당한 부상으로 FIFA에 배상금을 놓고 소송한 이래 가장 많은 주목을 받은 사례였다.
뉴캐슬의 배상금액에는 오언의 대체자인 오바페미 마르틴스를 영입하는데 쓰인 £10M, 오언의 몸상태와 능력의 회복 기간이 장기화될 경우를 감안해 부상 기간에 지불할 £6.2M의 급여, 오언의 4년 계약 기간에 부재로 리그와 컵 대회 성적의 하락에 따른 감가상각액, 그리고 오언의 의료비 지출이 포함되어 있었다. 2007년 2월, FIFA는 "최종 배상금"을 £1M으로 정했다. 2007년 4월까지, 뉴캐슬 측은 FA가 잉글랜드 국가대표팀 경기에 오언을 차출하지 못하도록 법적 조치를 취할 것이라고 경고했다. 구단은 FIFA와 FA와 배상 금액을 놓고 최종 합의를 보았다. FIFA는 최종 협상 금액이 £6M에서 £7M 사이인 것으로 되짚었다. 구단은 오언의 급여가 "부족분 없이 지불되었다"라고 밝혔고, 배상 금액이 도합 £10M인 것으로 발표했다. 오언의 배상금 소송 후, FA는 잉글랜드 국가대표팀 선수에 지불할 보험금을 2배인 £100,000으로 늘렸고, FIFA는 향후 선수들이 FIFA 월드컵에서 선수들이 당할 수 있는 부상에 지불할 보상금의 체계를 도입했다.

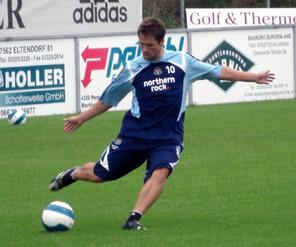
2007년, 뉴캐슬 유나이티드 훈련의 오언

2007년 2월 12일, 오언은 간단한 훈련에 참가했고, 구단의 공식 웹사이트에는 오언이 달리고 간단한 운동을 하는 사진을 기재했다. 그는 2007년 4월 10일, 무관중으로 치른 그레트나와의 비공개 친선경기에서 부상 이래 복귀전을 치렀고, 출전 10분 만에 득점을 올리고 동료 공격수 숄라 아메오비의 골을 도운 뒤 1시간 출전을 하고 경기장을 나갔다. 오언은 이후 2007년 4월 30일에 0-1로 패한 레딩과의 경기에서 1년 만에 뉴캐슬 경기에 선발로 뛰었다. 그는 90분을 뛰면서 한 번 골문을 열었지만, 오프사이드 판정으로 득점이 인정되지 않았다. 2007년 5월 13일, 오언은 뉴캐슬과 왓퍼드 간의 경기에서 60분 경에 동료 매티 패틴슨과 충돌로 뇌진탕 상태에 빠지면서 들것에 실려나갔다.
2007년 5월 9일, 프레디 셰퍼드 뉴캐슬 회장은 계약서의 방출 조항에 따라 오언이 2006-07 시즌이 끝나고 타 구단으로 떠날 수 있다는 보도를 듣고 분개했다. 더 타임스 지의 보도에 따르면, 오언은 £10M도 되지 않는 이적료에 첼시, 맨체스터 유나이티드, 리버풀, 그리고 아스널 같은 구단의 표적이 될 수 있다고 명시되어 있었다. 이 보도에도 불구하고 셰퍼드는 "충성심을 보여라"라고 말하고 "상위 4개 구단 중 그를 원하는 구단은 없다"라며 오언에게 경고했다. 그러나, 유튜브에 게재된 영상에 따르면 몇 명의 리버풀 지지자들이 셰퍼드에게 오언을 재영입할 수 있는지 묻고 있었고, 그는 이 질문에 "리버풀에 오언을 데려가겠다"라고 자기 입으로 대답했던 것으로 밝혀졌다. 셰퍼드는 오언의 요원에 비호감을 나타냈지만 오언이 "훌륭한 청년"이라고 칭찬했다. 이 발언으로 다수가 오언이 £9M의 가격을 맞추어 떠날 것이라는 추측을 하게 만들었다. 2007년 6월 10일, 샘 앨러다이스 뉴캐슬 유나이티드의 신임 감독은 오언의 계약서에 방출 조항이 있음을 확인시켰고, 구단은 오언이 구단을 떠나는 데에 별 다른 조치를 취할 수 없다는 점에 걱정된 어조로 인정했다. 그러나, 2007년 7월 12일, 오언은 "저는 지금이 뉴캐슬에 머무르는게 좋은 때일 것이라 믿습니다. 그게 바로 여기에 남는 것이 더 만족스러운 이유입니다."라고 말하며 향후에도 뉴캐슬에서 활약할 의사를 드러냈다.
2007년 7월 17일, 그는 하틀풀 유나이티드와의 시즌 전 친선경기에서 뉴캐슬의 득점을 기록했다. 며칠 후, 오언은 훈련 도중 허벅지 부상을 당했다. 샘 앨러다이스 뉴캐슬 유나이티드 감독은 "우리가 처음 기대했던 것보다 반가운 소식은 아닙니다"라며 오언이 부상으로 다가오는 프리미어리그 초반 일정에 동참하지 못할 것이라는 점을 인정했다. 2007년 8월 13일, 오언은 구단 친선경기에서 부상 복귀전을 치렀고, 애스턴 빌라와의 뉴캐슬 다음 경기와 잉글랜드의 이어지는 국가대표팀 일정에 동참할 수 있게 되었다. 2007년 8월 29일, 오언은 2005년 12월 이래 처음으로 공식 경기 득점을 기록했는데, 그는 반슬리와의 리그 컵 경기에서 득점을 기록했다. 사흘 후, 그는 위건 애슬레틱과의 리그 경기에서 막판 결승골을 기록했다.
2007년 말, 뉴캐슬 유나이티드와 잉글랜드 국가대표팀에서 모두 시즌 초를 훌륭히 시작한 오언은 이중 탈장으로 긴급 수술이 필요한 것으로 진단을 받았고, 최소 한 달을 활동하지 못하게 되었다. 탈장 수술 후 치른 복귀전인 에버턴과의 경기에서, 그는 교체로 들어가 막판에 득점을 올려 뉴캐슬의 승리에 일조했다.
2007년 11월, 오언은 국가대표팀 경기에서 활약하던 도중 허벅지 힘줄 부상을 당해 6주를 현장에서 빠지게 되었다. 이 사태는 샘 앨러다이스 뉴캐슬 유나이티드 감독이 중요도가 떨어지는 오스트리아와의 경기에서 오언이 위험을 직면했다고 소리 높여 실망을 표출하면서 "구단과 국가대표팀 간"의 문제가 재점화했다.
3달을 무득점으로 침묵한 후인 2008년 1월 16일, 오언은 스토크 시티와의 FA컵 3라운드 재경기에서 선제골이자 케빈 키건 2기의 첫 골을 기록해 4-1 승리를 견인했는데, 당시 키건 감독은 경기를 관중석에서 관전했었다. 오언은 2008년 1월 19일에 키건 감독으로부터 주장 완장을 받았다. 그는 2008년 리그 1호골을 기록했다. 2008년 3월 22일, 오언은 2-0으로 이긴 풀럼과의 경기에서 득점을 기록하면서 키건 2기에 들어 첫 승리를 맛보게 되었고, 오언은 뉴캐슬 합류 이래 기록한 득점이 합류 전에 뉴캐슬 골망을 가른 횟수를 웃돌기 시작했다. 2008년 4월 5일까지, 그와 소속 구단은 시즌 초의 부진을 극복해 오언은 막판 6경기에서 6골을 추가했고, 같은 시기에 뉴캐슬은 4승 2무의 성적을 거두어, 강등권을 탈출해 중위권 순위에 안착했다. 오언은 1-3으로 패한 에버턴과의 경기에서도 골을 추가해 시즌을 11골로 마무리했고, 그는 2007-08 시즌 프리미어리그 득점 순위에서 13위를 기록했다.
오언은 볼거리가 발병나서 2008-09 시즌 전 훈련과 경기를 통째로 빠지게 되었고, 2008년 5월에 치를 미국과 트리니다드 토바고와의 국제 친선 경기에도 나가지 못했다. 그는 여름 휴식기에 사타구니 힘줄 부상을 당해 올드 트래퍼드에서 열릴 맨체스터 유나이티드와의 시즌 개막전에 참가하지 못했고, 뉴캐슬 유나이티드는 이 경기에서 1-1로 비겼다. 그는 2008년 8월 23일, 볼턴 원더러스와의 시즌 2차전 경기에서 53분에 부상당한 오바페미 마르틴스와 교체되어 들어갔다. 그는 71분에 머리로 결승골을 넣어 1-0 승리를 견인했다. 사흘 후, 그는 코번트리 시티와의 리그 컵 원정 경기에서 후보 선수로 이름을 올렸고, 교체로 들어가 연장전에 결승골을 넣어 3-2 승리의 주역이 되었다. 2008-09 시즌, 그는 예전에 비해 더 자주 기용되었고, 12번의 리그 경기에 출전해 4골을 기록했다.
이적 규정에 따라, 2008-09 시즌은 오언이 뉴캐슬 유나이티드 소속으로 보낼 마지막 시즌이 되었고, 오언은 1월에 타 구단과 사전 이적 계약을 맺을 권한도 받을 수 있었다. 2008년 12월 22일, 오언은 뉴캐슬 유나이티드의 계약 연장 제의를 뿌리쳤지만, 1월 이적 시장에 둥지를 옮길 의사는 없고, 시즌 말까지 계약을 놓고 상의하기를 바란다고 밝혔다. 시즌 후반기, 오언의 미래에 대한 의문이 꾸준히 제기되는 와중에, 5월 15일에 프리미어리그 구단들로부터의 관심 부족으로, 오언의 경력은 사실상 끝났고 그도 은퇴 수순을 밟을 것이라는 주장을 한 뒤 대대적 사과문을 기재했던 데일리 익스프레스지로부터 6월에 런던의 고등 법원 소송까지 가서 "거액의 배상액"을 받아냈다.
전반적으로 오언의 뉴캐슬 유나이티드와 잉글랜드 국가대표팀 전 동료였던 앨런 시어러가 시즌 막판 8경기를 남겨놓고 급히 임시 감독으로 취임하는 등 구단 차원에서 참혹한 시즌을 보냈는데, 2009년 5월 24일 최종전 끝에 뉴캐슬 유나이티드가 15년 만에 프리미어리그에서 강등당했다. 6월 14일, 오언의 관리사 와서맨 미디어 그룹은 34쪽짜리 오언 광고 책자를 몇 기의 유력한 이적 행선지에 보냈다. 6월 22일, 오언은 프리미어리그의 타 구단이나 외국의 1부 리그 구단으로 이적하기 위해 뉴캐슬 유나이티드와 재계약 하지 않을 것임을 밝혔다. 오언은 자유이적 상태로 구단을 떠나기 위해 계약이 만료되는 6월 30일 전까지 다른 구단과 협상을 하지 않을 것임을 밝혔다.

### 맨체스터 유나이티드

#### 2009–10 시즌

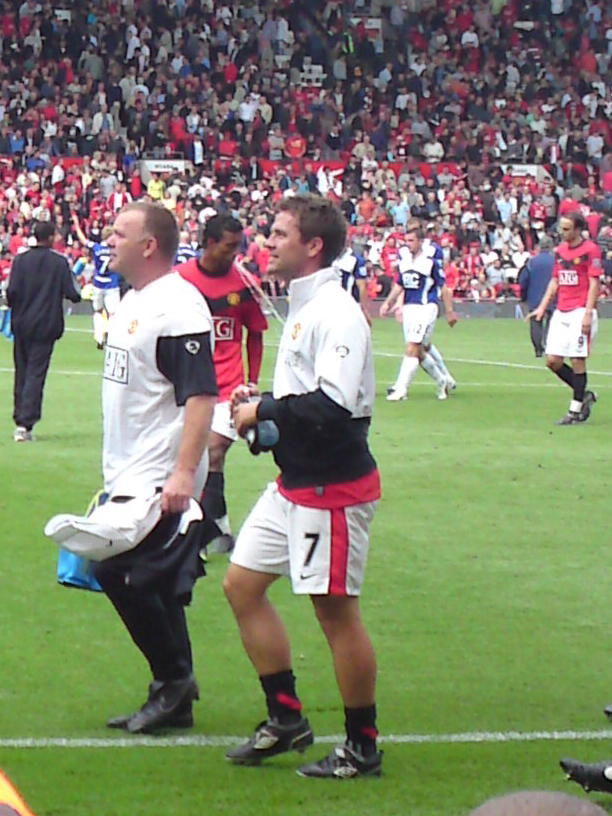
2009년 8월 16일, 버밍엄 시티와의 맨체스터 유나이티드 데뷔전의 오언 (등번호 7번)

2009년 7월 3일, 오언은 전 시즌 프리미어리그를 우승한 맨체스터 유나이티드와 2년 계약을 맺고 이적헌 것으로 발표되었다. 그는 알렉스 퍼거슨 감독이 직접 찾아온 것은 "뜬금없는 일"이었다고 밝혔다. 그는 출장 성과에 따른 급여 지급 계약을 맺었고, 크리스티아누 호날두가 레알 마드리드로 떠나면서 공석이 된 등번호 7번을 받았다. 등번호 7번은 조니 베리, 조지 베스트, 스티브 코펠, 브라이언 롭슨, 에리크 캉토나, 그리고 데이비드 베컴과 같은 맨체스터 유나이티드의 명망 높은 여러 선수들이 사용했었다.
오언은 유나이티드 소속으로 치른 첫 경기인 말레이시아 11인과의 시즌 전 친선경기에 교체로 들어가 84분에 결승골을 넣어 득점을 신고했다. 그는 유나이티드 시즌 전 일정 경기에서 3골을 추가했다. 오언은 8월 16일, 1-0으로 이긴 버밍엄 시티와의 경기에서 교체로 들어가 유나이티드 소속으로 리그 데뷔전을 치렀고, 5-0으로 이긴 위건 애슬레틱과의 원정 경기에서 맨체스터 유나이티드 소속으로 첫 공식 경기 득점을 기록했다. 9월 20일, 오언은 4-3으로 이긴 지역의 숙적 맨체스터 시티와의 더비 경기에서 추가 시간 6분에 올드 트래퍼드에서의 첫 골을 기록했다. 그에 따라 오언은 이전에 머지사이드 더비, 고전 더비, 그리고 타인 위어 더비에서 득점한 데에 이어 4번째 대규모 더비 경기에서 골을 기록하게 되었다. 오언은 득점 이후의 상황을 설명하는데 어려움을 보였고, 이 골이 그가 득점한 골들 중 가장 소중한 골 중 하나로 꼽을 수 있다고 표의했다.
10월 27일, 오언은 2-0으로 이긴 반슬리와의 원정 경기에서 1골을 추가해 유나이티드가 리그 컵 4라운드를 넘을 수 있게 도왔다. 11월 3일, 오언은 UEFA 챔피언스리그에서 맨체스터 유나이티드 소속으로 처음 골을 넣었는데, 3-3으로 비긴 CSKA 모스크바와의 경기에서 소속 구단의 첫 골을 기록했다. 오언은 2010년 FIFA 월드컵 본선에 참가할 파비오 카펠로의 잉글랜드 국가대표팀에 자리를 확보할 확률이 희박해 보였지만, 2009년 12월 8일에 3-1로 이긴 볼프스부르크와의 UEFA 챔피언스리그 원정 경기에서 2005년 이래 개인 첫 해트트릭을 기록하면서 그 확률을 약간이나마 올렸다. 2010년 2월 28일, 오언은 2-1로 이긴 애스턴 빌라와의 2010년 풋볼 리그 컵 결승전에서 유나이티드의 선제골을 기록했지만, 42분에 부상으로 경기장을 나갔다. 처음에 경미한 부상일 것으로 예상되었지만, 3월 5일에 오언이 힘줄 부상으로 수술이 필요한 것으로 발표되었고, 시즌 말까지 더 이상 출전하지 못하게 되었다.

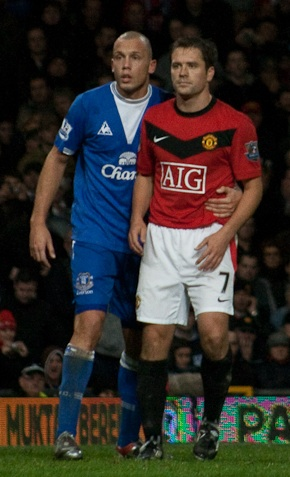
에버턴의 욘 헤이팅하 옆에 선 맨체스터 유나이티드의 오언 (오른쪽)

#### 2010–11 시즌
2010년 8월 4일, 오언은 새로 지어진 더블린 아레나에서 벌어진 아일랜드 리그 11인과의 시즌 전 경기에서 부상 복귀전을 치러 첫 골을 기록했고, 유나이티드는 7-1로 이겼다. 2010년 9월 22일, 오언은 스컨소프 유나이티드와의 리그 컵 3라운드 원정 경기에서 시즌 공식 첫 골을 포함해 2골을 넣어 5-2 승리를 견인했다. 나흘 후, 오언은 2-2로 비긴 볼턴 원더러스와의 원정 경기에서 첫발에 기록해 리그 시즌 1호골이자 유나이티드의 재동점골을 기록했다. 오언의 2011년 첫 골은 1월 29일, 성 마리아 경기장에서 열린 사우샘프턴과의 FA컵 경기에서 나왔다. 2월 25일, 알렉스 퍼거슨 맨체스터 유나이티드 감독은 오언이 시즌 남은 기간 동안 선수단의 주축으로 활약일 것임을 천명했다. 그러나, 그는 사타구니 부상으로 선수단의 이어지는 네 경기에 불참했다. 그는 3월 19일에 현장에 복귀했는데, 그는 볼턴과의 경기에서 유나이티드의 후보 선수로 대기만 했다.
유나이티드의 시즌 경기를 두 경기 남겨놓고, 그는 리그 우승 선수단 일원으로 이름을 남기기까지 최다 리그 경기 출장을 기록했는데, 그는 리그를 우승하기까지 프로 무대에서 15년을 보냈다. 2011년 5월 14일, 이우드 파크에서 벌어진 블랙번 로버스와의 경기에서 유나이티드는 리그를 우승하기 위해 최소한 비기기만 하면 되었는데, 1-1로 비김으로써 리그 우승을 확정지었다. 오언은 이 경기에 후보 선수로 대기했지만, 결장했다. 오언은 시즌 리그 최종전인 블랙풀과의 안방 경기에서 유나이티드의 마지막 골을 기록해 붉은 악마의 4-2 승리에 방점을 찍었다.
오언은 무기력하게 패한 바르셀로나와의 UEFA 챔피언스리그 결승전에 후보 선수로 대기했지만 결장했고, 그대로 시즌을 마무리했다. 그는 2011년 6월 1일에 1년 연장 계약을 맺었다.

#### 2011–12 시즌

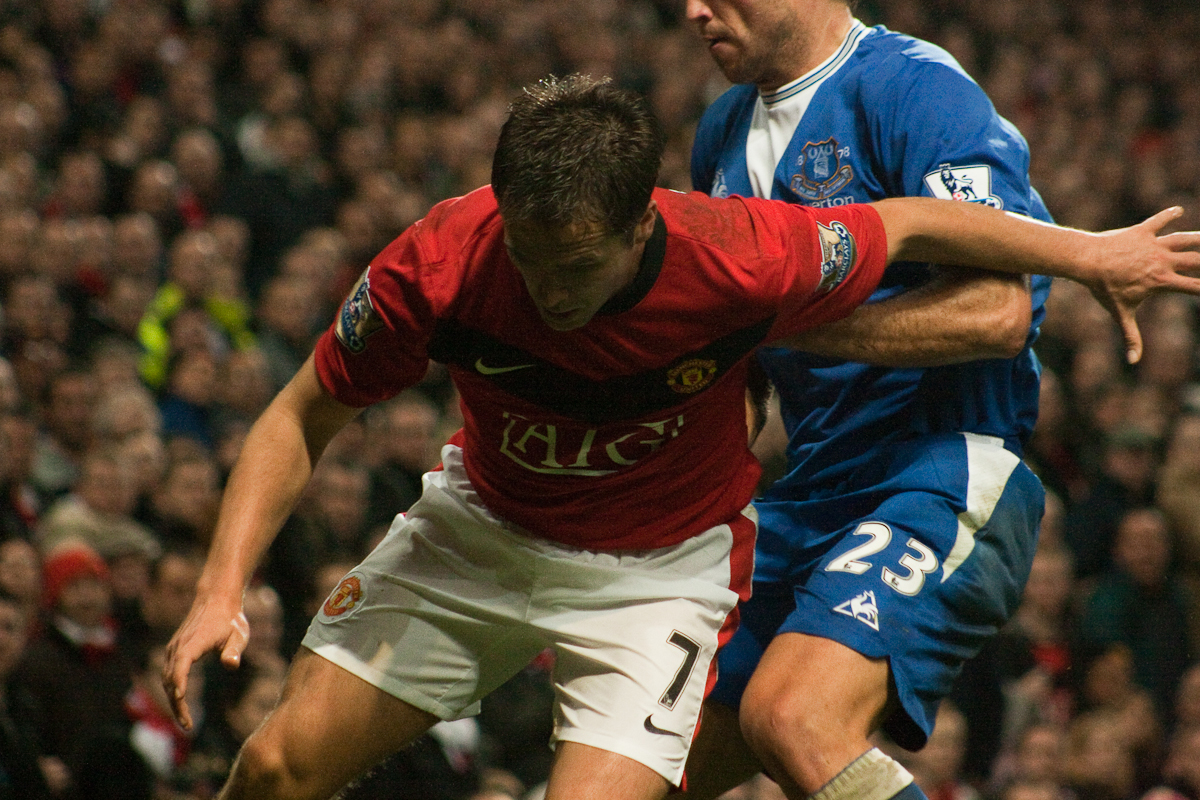
에버턴의 루커스 닐에 견제받는 오언

오언은 리즈 유나이티드와의 리그 컵 3라운드 경기에서 이 시즌에 처음으로 선발 출전했다. 그는 전반전에 2골을 기록해 유나이티드의 4라운드 진출과 3-0 승리를 견인했다. 그는 페널티 구역 안으로 쇄도한 뒤 공을 골망 구석으로 차넣어 첫 골을 기록했다. 두 번째 골은 60분 경에 나왔는데, 그는 마메 비람 디우프가 반대편에서 건넌 공을 바로 잡아 오른발로 윗쪽 골망을 흔들었다. 오언은 리그 2에 속한 올더숏 타운과의 리그 컵 4라운드 경기에 또 출전했다. 그는 선수단의 2번째 골을 기록해 3-0 승리에 일조했다. 디미터르 베르바토프가 오른쪽 측면을 가로질러 올라가자 오언은 페널티 구역 안에서 받아 로스 워너를 넘어 골망을 흔들었다.
오언은 11월 2일, 오첼룰 갈라치와의 UEFA 챔피언스리그 조별 리그 안방 경기에 선발로 출전했지만, 전반전에 허벅지 부상을 당하고 교체되어 나갔다. 이 경기는 그가 유나이티드 소속으로 출전한 마지막 경기였다. 2012년 2월, 오언은 맨체스터 유나이티드 선수단 일원으로 가벼운 훈련을 시작했다. 2012년 4월부터 오언은 훈련을 온전히 소화했지만 1군 경기 준비를 마치지 못했다. 2012년 5월 13일, 오언은 선덜랜드와의 유나이티드 최종 경기에 후보 선수로 대기했지만, 교체로 들어가지 않았다.
2012년 5월 17일, 오언은 트위터를 통해 맨체스터 유나이티드가 자신과 재계약을 하지 않을 것이라 밝혔고, 유나이티드 소속으로의 3년 활동에 마침표를 찍었다.

### 스토크 시티

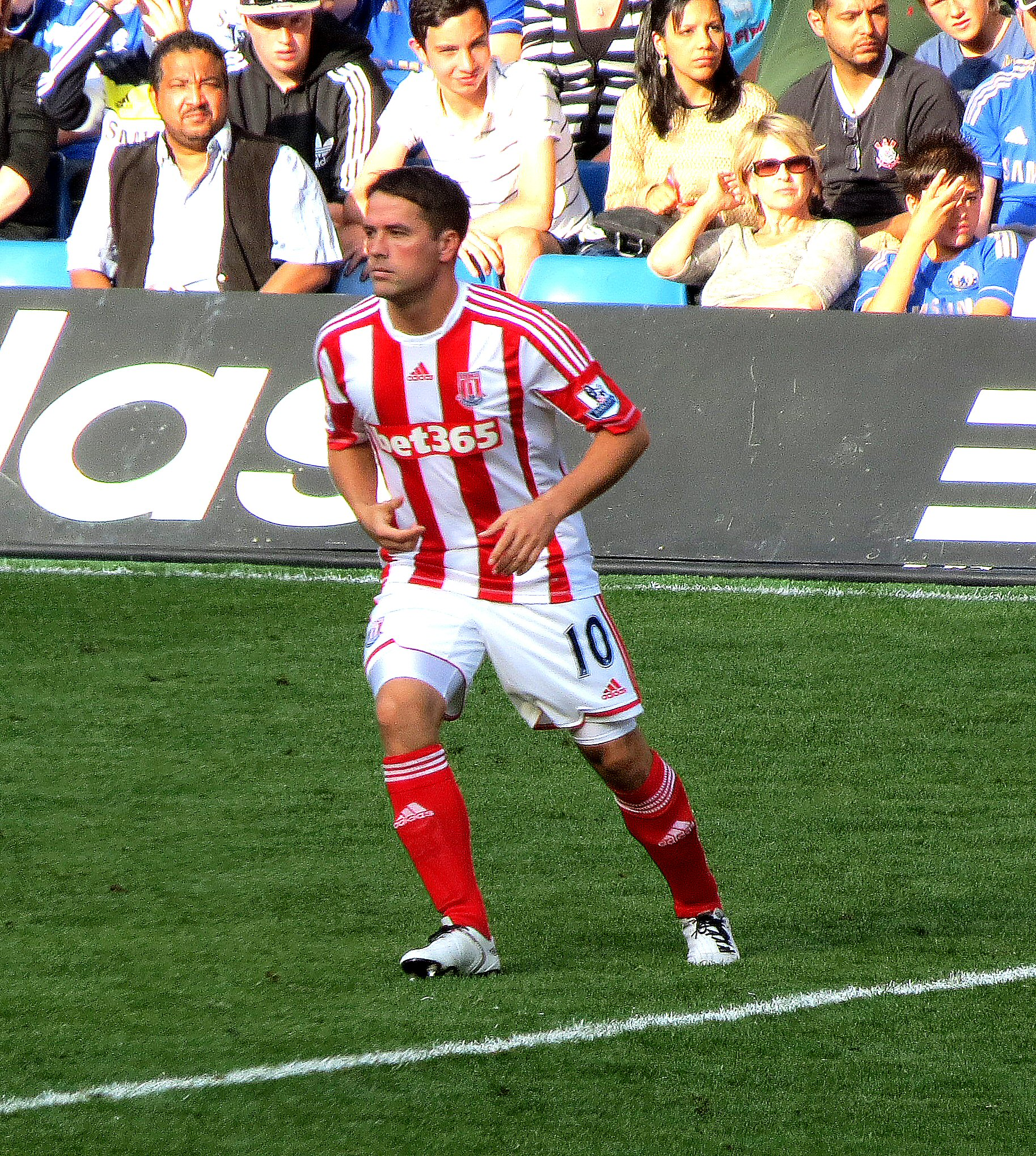
2012년 9월 22일, 첼시와의 프리미어리그 경기에 출전한 스토크 시티의 오언

2012년 9월 4일, 오언은 스토크 시티와 1년 계약을 맺고 합류했다. 그는 리처드 풀러가 떠나면서 공석이 된 등번호 10번을 받아 9월 15일에 1-1로 비긴 맨체스터 시티와의 경기에서 첫 경기를 치렀다. 스토크 시티 일원으로서의 초반은 힘줄 부상으로 얼룩졌다. 2013년 1월 19일, 오언은 3-1로 이긴 스완지 시티와의 경기에서 스토크 소속으로의 처음이자 마지막 골이며 2011년 10월 25일 이래 첫 골을 기록했다. 그리하면서, 그는 프리미어리그 150골의 금자탑을 쌓은 7번째 선수로 기록되었다. 2013년 3월 19일, 오언은 2012-13 시즌의 종료와 함께 은퇴할 것임을 천명했다. 그는 스토크 소속으로 최종전을 포함해 프리미어리그 경기에 8번 출장하는데 그쳤고, 그나마도 선발로 출전한 경기는 없었다. 2013년 5월 19일, 사우샘프턴과의 최종전에서, 그는 양쪽 지지자들의 기립박수를 받았다.

## 국가대표팀 경력
오언은 잉글랜드 국가대표팀 일원으로 89경기를 치러 40골을 기록했다. 그는 53골을 기록한 웨인 루니, 49골의 보비 찰턴, 48골을 넣은 게리 리네커, 그리고 44번 골망을 가른 지미 그리브스에 이어 잉글랜드 국가대표팀 최다 득점 5위를 기록했다. 그는 루니에 이어 잉글랜드의 국제 공식 대회 최다 득점 2위이기도 하다. 그는 89번의 경기에 출전해 잉글랜드 국가대표팀 최다 출장 11위를 기록하기도 했다.
오언은 잉글랜드 국가대표팀 일원으로 1998년, 2002년, 그리고 2006년 FIFA 월드컵과 2000년과 2004년 UEFA 유럽 축구 선수권 대회에 참가했다. 그는 상기한 대회들 중 한 대회를 제외하고 모두 득점을 올려 잉글랜드 국가대표팀 역사상 유일하게 4번의 국제 대회에서 골을 넣은 선수로 이름을 올렸다. 그는 3번의 FIFA 월드컵에 참가한 11명의 잉글랜드 국가대표팀 선수들 중 한 명이다.

### 등장
오언은 청소년 국가대표팀에서 성공적인 활약을 펼쳤는데, 1997년 FIFA 세계 청소년 축구 선수권 대회에서 잉글랜드 U-20 국가대표팀 일원으로 참가해 4경기에서 3골을 기록했다. 그는 잉글랜드 U-21 국가대표팀 일원으로도 1경기 출전한 기록이 있는데, 캐로 로드에서 열린 그리스와의 경기에서 결승골을 넣었다.
1998년 2월 11일, 그는 0-2로 패한 칠레와의 친선경기에서 잉글랜드 성인 국가대표팀 신고식을 치렀다. 이 경기에서 오언은 18세 59일의 나이로 잉글랜드 국가대표팀의 20세기 최연소 출장 기록을 세웠다.
오언의 젊은 패기, 주력, 그리고 재능은 전국에서 인기있는 선수로 거듭나게 했고, 다수의 지지자들은 프랑스에서 열릴 1998년 FIFA 월드컵에 그가 승선할 지 주목했었다. 오언은 모로코와 FIFA 월드컵을 앞두고 치른 친선전에서 잉글랜드 국가대표팀 일원으로 첫 골을 넣었다. 그에 따라 오언은 잉글랜드 국가대표팀 최연소 득점 기록을 깼는데, 이 기록은 2003년에 웨인 루니가 또 깼다.
"그는 지미 그리브스, 게리 리네커, 그리고 앨런 시어러와 함께 우리의 4대 최고 골잡이입니다. 일부는 그가 이들 중에서 최고라고 말합니다. 그는 동안의 암살자였습니다. 그는 신예 선수 치고 놀라운 마무리를 선보였습니다."

### 1998년 FIFA 월드컵
오언은 글렌 호들의 FIFA 월드컵 선수단 일원으로 승선해 튀니지와의 1차전에 교체로 출전해 잉글랜드의 FIFA 월드컵 참가 최연소 출전 선수가 되었다. 1-2로 패한 루마니아와의 다음 경기에서 오언은 또다시 교체로 출장했다. 그는 동점골을 넣어 18세 190일로 잉글랜드의 대회 최연소 득점자로 이름을 올렸다. 그는 추가 시간에 먼 거리에서 골대를 강타해, 선수단의 승점 1점을 추가할 수도 있었다. 루마니아전에서의 활약에 힘입어 호들은 잉글랜드가 콜롬비아와의 조별 리그 최종전을 치를 때 선발로 배치했다. 잉글랜드는 경기에서 승리했고, 오언은 아르헨티나와의 16강전에도 선발로 나섰다.
아르헨티나가 6분 선제골로 앞서나간 와중에 오언은 페널티 구역에서 로베르토 아얄라에 걸려넘어졌고, 앨런 시어러가 페널티 킥 주자로 나서서 동점골을 기록했다. 16분, 오언은 개인기로 전진 쇄도해 2-1 역전골을 기록했다. 오언은 아얄라와 호세 차모트를 제친 뒤 페널티 구역 바깥에서 카를로스 로아 골키퍼를 넘겨 강력하게 공을 차넣었다. 2013년, 이 골은 잉글랜드 국가대표팀 역사상 최고의 골 3위에 올랐다. 잉글랜드는 연장 접전 끝에 비긴 후 승부차기에서 패해 대회에서 탈락했다. 그 해 연말, 그는 공개 투표를 통해 명망높은 BBC 올해의 스포츠인 상의 주인공으로 선정되었다.

### UEFA 유로 2000
오언은 UEFA 유로 2000 예선전 초반에 잉글랜드 국가대표팀의 주전 선수로 활약했다. 그러나, 그가 부상으로 빠지면서, 잉글랜드는 예선전 기간 동안 부진했고, 호들이 지휘봉을 내려놓고 케빈 키건이 감독이 되었다. 1999년 9월 4일, 그는 6-0으로 이긴 룩셈부르크와의 경기에서 자신의 웸블리 첫 골을 기록했다.
대회 본선에서 오언은 3경기에 출전해 1골을 기록했지만, 잉글랜드 국가대표팀은 조별 리그에서 일찍 떨어졌다.

### 2002년 FIFA 월드컵
앨런 시어러가 은퇴하고, 스벤-예란 에릭손이 지휘봉을 잡으면서 오언이 잉글랜드 국가대표팀의 주 공격수로 발돋움했다. 그는 뮌헨의 올림피아슈타디온에서 열린 독일과의 2002년 FIFA 월드컵 예선전에서 해트트릭을 기록한 것을 포함해 6골을 넣었고, 잉글랜드 국가대표팀은 예선전에서 조 1위로 본선에 진출했다. 그는 물이 오른 활약으로 2001년에 발롱도르 수상자가 되기도 했다.
"아시다시피 그가 경기장에 들어가면 몇 초밖에 남지 않은 상황에서도 이길 수 있는 기회를 잡을 수 있습니다. 제가 지휘봉을 잡고 마이클을 지도하면서 좋은 기억들을 많이 만들었지만, 독일 원정에서의 3골이 가장 좋은 기억입니다. 저는 그 일이 일어날 것이라고는 예상을 못했지만, 독일 원정에서 3골을 득점한 선수가 몇 명일까요? 별로 많지 않을 것입니다. "
2002년 4월, 그는 파라과이와의 친선전에서 부상으로 빠진 정주장인 데이비드 베컴을 대신해 잉글랜드 국가대표팀의 주장 완장을 찼다. 오언은 1963년의 보비 무어 이래 최연소 주장이었고, 이후에는 에릭손호에서 베컴이 부재할 경우 주장을 찰 부주장으로 정식 활약했다.
2002년 FIFA 월드컵 본선에서 오언은 조별 리그에서 무득점으로 침묵했다. 그러나, 그는 아르헨티나와의 경기에서 마우리시오 포체티노에 걸려넘어지는 시뮬레이팅을 해 피에를루이지 콜리나 주심을 완벽히 속였으며 이로인해 잉글랜드의 1-0 페널티킥 결승골이 될 페널티킥을 유도했다. 오언은 덴마크와의 16강전에서 골문을 연 후, 브라질과의 8강전에서 잉글랜드의 선제골을 기록했지만, 최종적으로 1-2 역전패를 당했다.

### UEFA 유로 2004
오언은 UEFA 유로 2004 예선전에서 5골을 기록했다.
대회 본선에서 오언은 조별 리그에서 또다시 골을 신고하지 못했다. 이후, 그는 포르투갈과의 8강전에서 3분만에 골을 기록해 잉글랜드 최초로 4번의 주요 대회 본선에서 골을 넣은 선수로 기록되었다. 잉글랜드는 이 경기에서 2-2로 비긴 후 승부차기에서 패해 탈락했다.

### 2006년 FIFA 월드컵

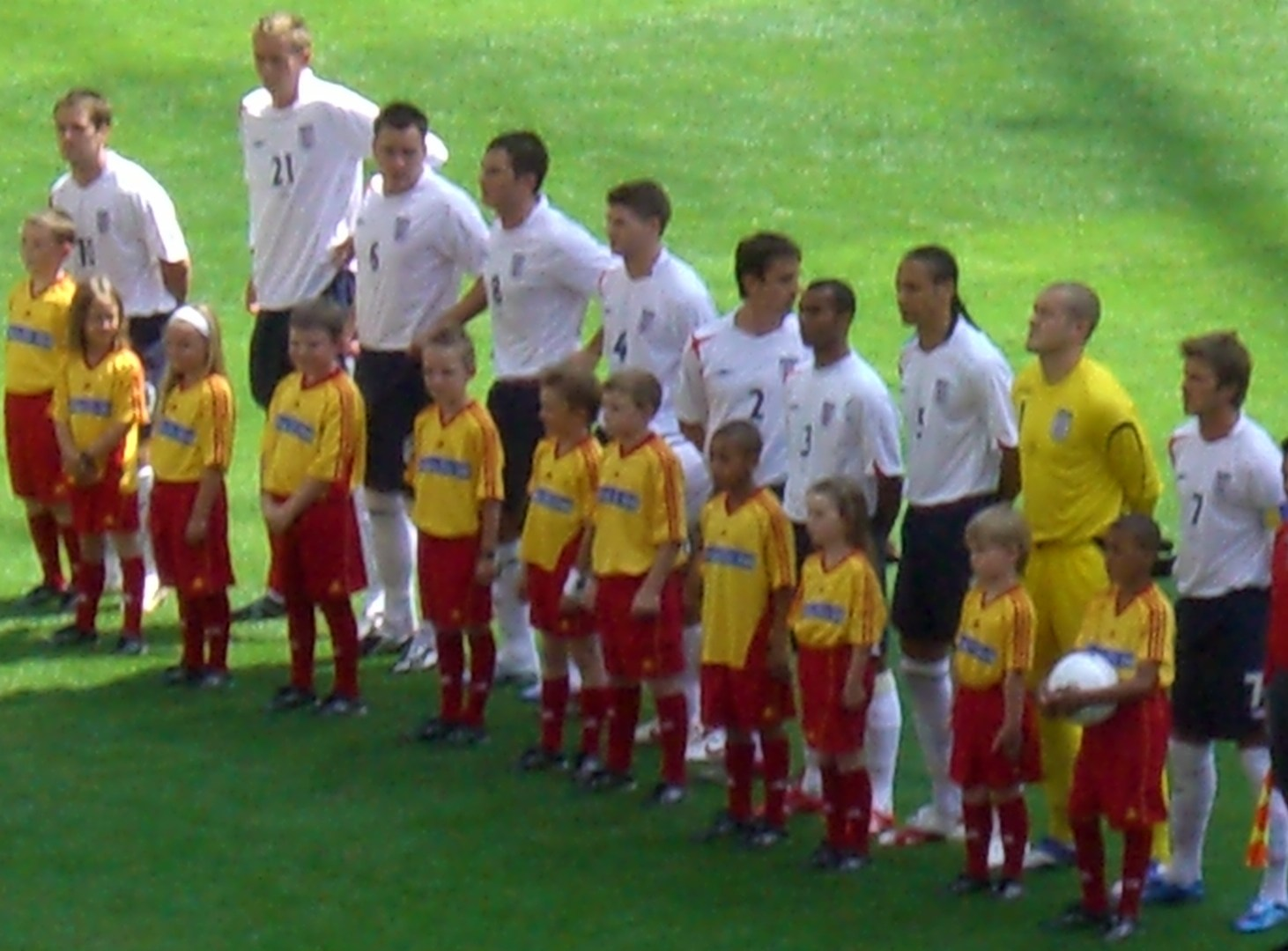
파라과이와의 2006년 FIFA 월드컵 경기를 앞두고 도열한 잉글랜드 국가대표팀의 오언 (등번호 10번)

오언은 2006년 FIFA 월드컵 예선전에서 5골을 넣었다.
2005년 5월, 그는 자이언츠 스타디움에서 열린 콜롬비아와의 친선경기에서 국가대표팀 경기 두 번째 해트트릭을 완성했다. 2005년 11월, 오언은 숙적 아르헨티나와 치른 또다른 FIFA 월드컵 전의 친선경기에서 막판에 2골을 추가해 잉글랜드에 3-2 승리를 선사했다.
2006년 5월 25일, 오언은 벨라루스와의 친선경기에서 잉글랜드 국가대표팀 2군 첫 경기를 치러 2006년 FIFA 월드컵과 현장 복귀를 앞두고 몸상태 점검을 했다. 그는 이 경기에서 2군 주장을 맡아 61분을 뛴 후 교체되어 나갔다.
오언은 파라과이와 트리니다드 토바고와의 2006년 FIFA 월드컵 1, 2차전 경기에서 잉글랜드 국가대표팀의 선발로 출전했지만, 한 골도 기록하지 못했다. 개인 80번째 출전 경기이자 스웨덴과의 조별 리그 최종전에서 51분 출전한 오언은 오른쪽 무릎이 틀어지는 중상으로 들것에 실려 경기장을 나갔다. 6월 21일에 진행한 부상 진단을 통해 오언 무릎의 전방 십자 인대가 파열된 것으로 밝혀졌고, 조기 귀가 조치가 내려져 대회에 더 이상 참가하지 못하게 되었다. 2009년 3월, 오언은 자신이 자주 부상을 당하는 이유가 2006년 FIFA 월드컵에서의 부상 때문이고, 대회에 참가하기 위해 부상에서 재활하는 와중에 조급히 현장에 뛰어들지 말았어야 했었다고 인정했다.

### 말년
오언은 2006년 9월 6일에 리처드 스테드먼 박사가 집도한 수술을 받은 후 순조롭게 재활 수순을 밟았다. 그는 부상으로 2007년 4월까지 빠지게 되면서, 잉글랜드가 치른 UEFA 유로 2008의 예선전의 처음 6경기에 결장했다. 그는 알바니아와의 경기에서 잉글랜드 2군 경기에 복귀한 후, 신축한 웸블리 경기장에서 열릴 브라질과의 친선경기와 에스토니아와의 UEFA 유로 2008 예선전을 앞두고 잉글랜드 국가대표팀 1군의 일원으로 복귀했고, 오언은 "저는 예리해진 것 같고, 기회를 잡았을 때, 문전에서 편안함을 느낌니다"라고 감정을 드러냈다. 그는 두 경기에 모두 출전해 에스토니아전에서 득점을 올렸고, 게리 리네커가 종전에 세웠던 잉글랜드의 역대 최다 공식대회 득점 기록을 경신했다.
2007년 9월 12일, 오언은 3-0으로 이긴 러시아와의 경기에서 2골을 추가해 구 웸블리 경기장과 신 웸블리 경기장에서 열린 국가대표팀 경기에서 모두 득점을 올린 최초의 선수가 되었다. 그러나, 오언은 이후로 잉글랜드 국가대표팀 경기에서 득점을 올리지 못했다.
잉글랜드 국가대표팀이 UEFA 유로 2008 본선행에 오르지 못하면서 스티브 매클래런 감독이 경질되고 파비오 카펠로가 바통을 이어받았다. 오언은 카펠로의 임기에 2008년 3월의 프랑스와 치른 친선경기에 한 경기에서 교체로 출전하는데 그쳤다.

## 플레이 스타일
전성기 시절, 오언은 엄청난 속도, 기회 창출력, 그리고 민첩성으로 유명세를 탄 것은 물론이고, 기술적 능력과 득점 의욕을 통해서 그의 세대 잉글랜드와 프리미어리그 최고의 선수들 중 한 명으로 꼽히게 만들었다. 골 결정력이 뛰어난 오언은 강력하고 정확한 마무리를 하며, 작은 신장에도 불구하고 머리로도 효율적으로 득점할 수 있었다. 그는 짧은 패스 능력과 시야로 동료의 득점 기회를 능히 창출하기도 한다. 그는 유망주 시절에 값진 재능을 지녔지만, 오언은 현역 시절 부상을 자주 당해 속도, 몸상태, 기동력, 그리고 활약에 있어서의 꾸준함에 말년에 제약을 받았다.

## 개인사
오언은 1984년, 초등학생 시절 루이즈 본살을 만났다. 부부는 북웨일스 플린트셔의 하 서턴 저택을 매입해 오언의 차와 본살의 말들을 두고 있다. 둘은 2004년 2월 14일에 첫 맞선을 보아 2005년 6월 24일에 체셔 주 체스터의 카든 공원 호텔에서 결혼했다. 부부는 본래 차택에서 결혼식을 올릴 계획을 세웠지만, 결혼식 장소 허가권을 받으려면 3년 동안 다른 당사자들이 결혼식을 올릴 수 있어야 한다 들었기에 계획을 바꿔야만 했고, 등록된 사무실에서 평상복을 입고 결혼식을 치르고 이튿날에 자택 마당에서 화려한 연회를 열었다.
둘 사이에 장녀 젬마 로즈가 2003년 5월 1일에 출생했다. 2006년 2월 6일에는 아들 제임스 마이클이 태어났다. 셋째 에밀리 메이는 2007년 10월 29일에 출생했다. 2010년 2월 26일, 넷째 제시카가 태어났다.
오언이 뉴캐슬에서 활약하기 위해 섬나라로 복귀했을 때, 그는 구단의 훈련에 참가할 때 헬리콥터 비행으로 합류하기 위해 매일 인근의 BAE 시설을 방문해 배웠다. 따라서, 오언 자택의 마당에 비행사가 되기 위해 훈련할 때와 돌아다닐 때에 쓰일 유로콥터 도핀을 주차할 헬기 착륙지점이 설치되었다. 오언은 보험비 부담이 너무 크다는 이유로 뉴캐슬 유나이티드 훈련에 비행으로 참가할 수 없게 되었다.
오언은 유년 시절을 보냈던 지역 인근의 율로에 대가족이 살 거리를 통째로 매입했다.
2004년, 오언의 누나 캐런이 그녀를 납치하려던 두 젊은이에게 습격을 당했다. 그녀가 임신했다는 사실을 밝히자 두 젊은이는 도망쳤다.
오언은 차 몇 대와 헬리콥터 한 대를 소유하며, 경마와 노름을 즐긴다. 그는 경주마 몇 필도 소유하고 있고, 이 말들은 톰 다스콤이 훈련한다. 그는 주요 경마 대회인 2011년 애스콧 왕립 대회와 2015년 두바이 골드컵에서 우승한 브론 팬서를 키웠다. 전 축구 선수인 리치 패트리지는 그의 매형이다. 2015년 1월, 오언은 스프레덱스 출판사에 자택이 저당 잡힌 것으로 보도되었다.
2017년 11월 24일, 오언은 애스콧에서 컬더 프린스를 타고 준우승을 거두었는데, 그는 골든 웨딩을 탄 톰 챗필드-로버츠를 제쳤다. 그는 찰스 왕태자와 콘월 태자비가 지켜보는 가운데 치러진 201미터 '왕태자 시골 자선 대회'에 10명의 아마추어 기사들 중 한 명이었다.
오언은 몇 차례 광고에 출연해 인생에 큰 족적을 남기고 유명세를 탔다. 2001년, 그는 "네슬레 스포티스" 아침 시리얼의 광고 표지를 장식했다. 그는 페어질 세제의 광고에도 몇 차례 출연해 계약으로 £1M을 벌어들였다. 오언은 프로 에볼루션 사커 2008의 표지를 장식한 두 명의 선수들 중 한 명이었다. 1998년부터 오언은 스위스의 손목시계 제작사 티소의 홍보대사였고, 재규어 자동차 제작사와 계약 상태이다.
오언은 어린이 드라마 영웅에서 무로에서 본인 역으로 출연했다. 드라마에서, 오언은 찰리 브루스의 방에 어려운 시기에 대한 조언을 위해 직접 등장했다.
오언은 은퇴 후 고향의 구단이자 그의 부친이 2010년 3월에 파산으로 문을 닫고 하부 리그로 내려가 재결성된 구 체스터 시티의 선수였기에 체스터의 활동에 공헌할 의사를 보냈다.
2013년 4월, 오언은 마크 웨버 포뮬러 원 선수와 함께 SNS사 스포츠롭스터의 소주주가 되었다.

## 경력 통계

### 클럽
2013년 5월 19일 기준
| 클럽                | 시즌      | 리그         | 리그 | 리그 | 컵   | 컵 | 리그 컵 | 리그 컵 | 유럽 | 유럽 | 기타 | 기타 | 합계 | 합계 |
| 클럽                | 시즌      | 리그명       | 출장 | 골   | 출장 | 골 | 출장    | 골      | 출장 | 골   | 출장 | 골   | 출장 | 골   |
| ------------------- | --------- | ------------ | ---- | ---- | ---- | -- | ------- | ------- | ---- | ---- | ---- | ---- | ---- | ---- |
| 리버풀              | 1996–97   | 프리미어리그 | 2    | 1    | 0    | 0  | 0       | 0       | 0    | 0    | 0    | 0    | 2    | 1    |
| 리버풀              | 1997–98   | 프리미어리그 | 36   | 18   | 0    | 0  | 4       | 4       | 4    | 1    | 0    | 0    | 44   | 23   |
| 리버풀              | 1998–99   | 프리미어리그 | 30   | 18   | 2    | 2  | 2       | 1       | 6    | 2    | 0    | 0    | 40   | 23   |
| 리버풀              | 1999–2000 | 프리미어리그 | 27   | 11   | 1    | 0  | 2       | 1       | 0    | 0    | 0    | 0    | 30   | 12   |
| 리버풀              | 2000–01   | 프리미어리그 | 28   | 16   | 5    | 3  | 2       | 1       | 11   | 4    | 0    | 0    | 46   | 24   |
| 리버풀              | 2001–02   | 프리미어리그 | 29   | 19   | 2    | 2  | 0       | 0       | 10   | 5    | 2    | 2    | 43   | 28   |
| 리버풀              | 2002–03   | 프리미어리그 | 35   | 19   | 2    | 0  | 4       | 2       | 12   | 7    | 1    | 0    | 54   | 28   |
| 리버풀              | 2003–04   | 프리미어리그 | 29   | 16   | 3    | 1  | 0       | 0       | 6    | 2    | 0    | 0    | 38   | 19   |
| 리버풀              | 합계      | 합계         | 216  | 118  | 15   | 8  | 14      | 9       | 49   | 21   | 3    | 2    | 297  | 158  |
| 레알 마드리드       | 2004–05   | 라 리가      | 36   | 13   | 4    | 2  | –       | –       | 5    | 1    | 0    | 0    | 45   | 16   |
| 레알 마드리드       | 합계      | 합계         | 36   | 13   | 4    | 2  | –       | –       | 5    | 1    | 0    | 0    | 45   | 16   |
| 뉴캐슬 유나이티드   | 2005–06   | 프리미어리그 | 11   | 7    | 0    | 0  | 0       | 0       | 0    | 0    | 0    | 0    | 11   | 7    |
| 뉴캐슬 유나이티드   | 2006–07   | 프리미어리그 | 3    | 0    | 0    | 0  | 0       | 0       | 0    | 0    | 0    | 0    | 3    | 0    |
| 뉴캐슬 유나이티드   | 2007–08   | 프리미어리그 | 29   | 11   | 3    | 1  | 1       | 1       | 0    | 0    | 0    | 0    | 33   | 13   |
| 뉴캐슬 유나이티드   | 2008–09   | 프리미어리그 | 28   | 8    | 2    | 0  | 2       | 2       | 0    | 0    | 0    | 0    | 32   | 10   |
| 뉴캐슬 유나이티드   | 합계      | 합계         | 71   | 26   | 5    | 1  | 3       | 3       | 0    | 0    | 0    | 0    | 79   | 30   |
| 맨체스터 유나이티드 | 2009–10   | 프리미어리그 | 19   | 3    | 1    | 0  | 4       | 2       | 6    | 4    | 1    | 0    | 31   | 9    |
| 맨체스터 유나이티드 | 2010–11   | 프리미어리그 | 11   | 2    | 2    | 1  | 1       | 2       | 2    | 0    | 1    | 0    | 17   | 5    |
| 맨체스터 유나이티드 | 2011–12   | 프리미어리그 | 1    | 0    | 0    | 0  | 2       | 3       | 1    | 0    | 0    | 0    | 4    | 3    |
| 맨체스터 유나이티드 | 합계      | 합계         | 31   | 5    | 3    | 1  | 7       | 7       | 9    | 4    | 2    | 0    | 52   | 17   |
| 스토크 시티         | 2012–13   | 프리미어리그 | 8    | 1    | 1    | 0  | 0       | 0       | –    | –    | –    | –    | 9    | 1    |
| 스토크 시티         | 합계      | 합계         | 8    | 1    | 1    | 0  | 0       | 0       | 0    | 0    | 0    | 0    | 9    | 1    |
| 경력 합계           | 경력 합계 | 경력 합계    | 362  | 163  | 28   | 12 | 24      | 19      | 63   | 26   | 5    | 2    | 482  | 222  |

### 국가대표팀
| 잉글랜드 국가대표팀 | 잉글랜드 국가대표팀 | 잉글랜드 국가대표팀 |
| 연도                | 출장                | 골                  |
| ------------------- | ------------------- | ------------------- |
| 1998                | 12                  | 4                   |
| 1999                | 6                   | 1                   |
| 2000                | 6                   | 3                   |
| 2001                | 8                   | 6                   |
| 2002                | 12                  | 5                   |
| 2003                | 9                   | 5                   |
| 2004                | 13                  | 4                   |
| 2005                | 9                   | 7                   |
| 2006                | 5                   | 1                   |
| 2007                | 8                   | 4                   |
| 2008                | 1                   | 0                   |
| 합계                | 89                  | 40                  |

### 국가대표팀 득점 상세 기록
아래의 점수에서 왼쪽의 점수가 잉글랜드의 점수이다.
| #  | 날짜             | 경기장                                | 상대         | 최종결과           | 대회                      |
| -- | ---------------- | ------------------------------------- | ------------ | ------------------ | ------------------------- |
| 1  | 1998년 5월 27일  | 카사블랑카, 스타드 무함마드 V         | 모로코       | 1–0                | 친선경기                  |
| 2  | 1998년 6월 22일  | 툴루즈, 스타디움 뮈니시팔             | 루마니아     | 1–2                | 1998년 FIFA 월드컵        |
| 3  | 1998년 6월 30일  | 생테티엔, 스타드 조프루아 기샤르      | 아르헨티나   | 2–2 (승부차기 3–4) | 1998년 FIFA 월드컵        |
| 4  | 1998년 10월 14일 | 룩셈부르크, 스타드 요지 바르텔        | 룩셈부르크   | 3–0                | UEFA 유로 2000 예선전     |
| 5  | 1999년 9월 4일   | 런던, 웸블리 스타디움                 | 룩셈부르크   | 6–0                | UEFA 유로 2000 예선전     |
| 6  | 2000년 5월 27일  | 런던, 웸블리 스타디움                 | 브라질       | 1–1                | 친선경기                  |
| 7  | 2000년 6월 20일  | 샤를루아, 스타드 뒤 페이 드 샤를루아  | 루마니아     | 2–3                | UEFA 유로 2000            |
| 8  | 2000년 9월 2일   | 생드니, 스타드 드 프랑스              | 프랑스       | 1–1                | 친선경기                  |
| 9  | 2001년 3월 24일  | 리버풀, 안필드                        | 핀란드       | 2–1                | 2002년 FIFA 월드컵 예선전 |
| 10 | 2001년 3월 28일  | 티라나, 스타디우미 체말 스타파        | 알바니아     | 3–1                | 2002년 FIFA 월드컵 예선전 |
| 11 | 2001년 9월 1일   | 뮌헨, 뮌헨 올림픽 스타디움            | 독일         | 5–1                | 2002년 FIFA 월드컵 예선전 |
| 12 | 2001년 9월 1일   | 뮌헨, 뮌헨 올림픽 스타디움            | 독일         | 5–1                | 2002년 FIFA 월드컵 예선전 |
| 13 | 2001년 9월 1일   | 뮌헨, 뮌헨 올림픽 스타디움            | 독일         | 5–1                | 2002년 FIFA 월드컵 예선전 |
| 14 | 2001년 9월 5일   | 뉴캐슬, 세인트 제임스 파크            | 알바니아     | 2–0                | 2002년 FIFA 월드컵 예선전 |
| 15 | 2002년 4월 17일  | 리버풀, 안필드                        | 파라과이     | 4–0                | 친선경기                  |
| 16 | 2002년 5월 21일  | 서귀포, 제주월드컵경기장              | 대한민국     | 1–1                | 친선경기                  |
| 17 | 2002년 6월 15일  | 니가타, 니가타 스타디움               | 덴마크       | 3–0                | 2002년 FIFA 월드컵        |
| 18 | 2002년 6월 21일  | 후쿠로이, 시즈오카 스타디움           | 브라질       | 1–2                | 2002년 FIFA 월드컵        |
| 19 | 2002년 10월 12일 | 브라티슬라바, 테헬네 폴레             | 슬로바키아   | 2–1                | UEFA 유로 2004 예선전     |
| 20 | 2003년 3월 29일  | 파두츠, 라인파르크 슈타디온           | 리히텐슈타인 | 2–0                | UEFA 유로 2004 예선전     |
| 21 | 2003년 6월 11일  | 미들즈브러, 리버사이드 스타디움       | 슬로바키아   | 2–1                | UEFA 유로 2004 예선전     |
| 22 | 2003년 6월 11일  | 미들즈브러, 리버사이드 스타디움       | 슬로바키아   | 2–1                | UEFA 유로 2004 예선전     |
| 23 | 2003년 8월 20일  | 입스위치, 포트먼 로드                 | 크로아티아   | 3–1                | 친선경기                  |
| 24 | 2003년 9월 10일  | 맨체스터, 올드 트래퍼드               | 리히텐슈타인 | 2–0                | UEFA 유로 2004 예선전     |
| 25 | 2004년 6월 1일   | 맨체스터, 시티 오브 맨체스터 스타디움 | 일본         | 1–1                | 2004년 FA 여름 대회       |
| 26 | 2004년 6월 24일  | 리스본, 이스타디우 다 루스            | 포르투갈     | 2–2 (승부차기 5–6) | UEFA 유로 2004            |
| 27 | 2004년 8월 18일  | 뉴캐슬, 세인트 제임스 파크            | 우크라이나   | 3–0                | 친선경기                  |
| 28 | 2004년 10월 13일 | 토피크 바흐라모프 경기장, 바쿠        | 아제르바이잔 | 1–0                | 2006년 FIFA 월드컵 예선전 |
| 29 | 2005년 3월 26일  | 맨체스터, 올드 트래퍼드               | 북아일랜드   | 4–0                | 2006년 FIFA 월드컵 예선전 |
| 30 | 2005년 5월 31일  | 이스트러더퍼드, 자이언츠 스타디움     | 콜롬비아     | 3–2                | 친선경기                  |
| 31 | 2005년 5월 31일  | 이스트러더퍼드, 자이언츠 스타디움     | 콜롬비아     | 3–2                | 친선경기                  |
| 32 | 2005년 5월 31일  | 이스트러더퍼드, 자이언츠 스타디움     | 콜롬비아     | 3–2                | 친선경기                  |
| 33 | 2005년 10월 12일 | 맨체스터, 올드 트래퍼드               | 폴란드       | 2–1                | 2006년 FIFA 월드컵 예선전 |
| 34 | 2005년 11월 12일 | 제네바, 스타드 드 주네브              | 아르헨티나   | 3–2                | 친선경기                  |
| 35 | 2005년 11월 12일 | 제네바, 스타드 드 주네브              | 아르헨티나   | 3–2                | 친선경기                  |
| 36 | 2006년 6월 3일   | 맨체스터, 올드 트래퍼드               | 자메이카     | 6–0                | 친선경기                  |
| 37 | 2007년 6월 6일   | 탈린, A. 레 코크 아레나               | 에스토니아   | 3–0                | UEFA 유로 2008 예선전     |
| 38 | 2007년 9월 8일   | 런던, 웸블리 스타디움                 | 이스라엘     | 3–0                | UEFA 유로 2008 예선전     |
| 39 | 2007년 9월 12일  | 런던, 웸블리 스타디움                 | 러시아       | 3–0                | UEFA 유로 2008 예선전     |
| 40 | 2007년 9월 12일  | 런던, 웸블리 스타디움                 | 러시아       | 3–0                | UEFA 유로 2008 예선전     |

## 수상 내역

### 클럽
리버풀
- FA컵: 2000–01
- 풋볼 리그 컵: 2000–01, 2002–03
- FA 커뮤니티 실드: 2001
- UEFA컵: 2000–01
- UEFA 슈퍼컵: 2001

맨체스터 유나이티드
- 프리미어리그: 2010–11
- 풋볼 리그 컵: 2009–10
- FA 커뮤니티 실드: 2010

### 개인
- 발롱도르: 2001[194]
- 월드 사커 올해의 선수: 2001[194]
- ESM 올해의 팀: 2000-01[195]
- BBC 올해의 스포츠인: 1998[196]
- 프리미어리그 골든슈: 1997–98, 1998–99[197]
- 프리미어리그 올해의 선수: 1997–98
- PFA 올해의 신인 선수: 1997–98[198]
- PFA 올해의 팀: 1997–98[198]
- 프리미어리그 이 달의 선수: 1998년 8월[199]
- FIFA 월드컵 최우수 신인 선수: 1998[200]
- FIFA 월드컵 올스타 팀: 1998 (후보)[201]
- 프리미어리그 10주년 시상식: 국내 당년대의 팀[202]
- FIFA 100[203]
- 잉글랜드 축구 명예의 전당: 2014[204]
- 골든 풋: 2017 (축구 전설로 등재)[205][206]

## 참고
1. ↑  기타 대회인 FA 커뮤니티 실드, UEFA 슈퍼컵, 그리고 FIFA 클럽 월드컵의 출전 경기 포함